# Intervalliste
Intervalliste est un métier dans le domaine de l'animation traditionnelle. Un animateur clé (key animator) dessine les images clés (les étapes importantes d'un mouvement). Le travail de l'intervalliste consiste à dessiner les dessins manquants (majoritaires) pour assurer un mouvement fluide lors de l'animation.
Le métier d'intervalliste permet de se préparer au métier d'animateur-clé car il offre l'occasion de dessiner des personnages et des attitudes très différentes, et ce avec le style de dessinateurs différents. Toutefois, peu y arriveront, en raison du manque de postes (il y a toujours plus d'intervallistes que de key-animators).
Au Japon, les intervallistes sont généralement peu rémunérés (environ 200 yens, soit 1,54 euro, par image).